# テヴィタ・タカヤワ
テヴィタ・タカヤワ（Tevita Takayawa、1996年5月18日 - ）は、フィジーの柔道家。父親のヴィリアメ・タカヤワと兄のナカニエリ・タカヤワ＝ケラワカも共に柔道家で、ヴィリアメは1984年と1988年の2大会、ナカニエリは1992年から2000年の3大会連続でそれぞれオリンピックに出場している。
2017年から龍ケ崎市の流通経済大学ビジネス法学科に通っている。
2021年の東京オリンピックの男子100kg級に出場した。

## 主な戦績
| 年   | 大会                             | 開催地       | 種目    | 結果          | 備考 |
| ---- | -------------------------------- | ------------ | ------- | ------------- | ---- |
| 2015 | 世界柔道選手権大会               | アスタナ     | 90kg級  | 1回戦敗退     |      |
| 2016 | オセアニア柔道選手権大会         | キャンベラ   | 100kg級 | 3位           |      |
| 2017 | オセアニア柔道選手権大会         | ヌクアロファ | 100kg級 | 3位           |      |
| 2018 | オセアニア柔道選手権大会         | ヌメア       | 100kg級 | 優勝          |      |
| 2018 | 世界柔道選手権大会               | バクー       | 100kg級 | 1回戦敗退     |      |
| 2019 | アジアパシフィック柔道選手権大会 | フジャイラ   | 100kg級 | 3位決定戦敗退 |      |
| 2019 | 世界柔道選手権大会               | 東京         | 100kg級 | 1回戦敗退     |      |
| 2021 | アジア・オセアニア柔道選手権大会 | ビシュケク   | 100kg級 | 1回戦敗退     |      |
| 2021 | 世界柔道選手権大会               | ブダペスト   | 100kg級 | 2回戦敗退     |      |
| 2021 | オリンピック                     | 東京         | 100kg級 | 1回戦敗退     |      |
| 2022 | コモンウェルスゲームズ           | バーミンガム | 100kg級 | 3位決定戦敗退 |      |